# Louis Ier (grand-duc de Hesse)
Pour les articles homonymes, voir Louis Ier et Louis X (homonymie).
Louis X de Hesse-Darmstadt puis Louis Ier de Hesse (en allemand Ludwig I. von Hessen-Darmstadt), né le 14 juin 1753 à Prenzlau est mort le 6 avril 1830 à Darmstadt, fut landgrave de Hesse-Darmstadt de 1790 à 1806 avant de devenir le premier grand-duc de Hesse et du Rhin en 1806 jusqu'à sa mort en 1830.

## Famille
Louis est le fils de Louis IX, landgrave de Hesse-Darmstadt et de Caroline de Palatinat-Deux-Ponts-Birkenfeld, la « Grande Landgravine ».
En 1776, il se fiance avec Sophie-Dorothée de Wurtemberg, fille aînée de Frédéric II Eugène, duc de Wurtemberg. L'engagement fut cependant rompu pour que Sophia Dorothée puisse épouser le beau-frère récemment veuf de Louis, le tsarévitch Paul Petrovitch, fils et héritier de Catherine II « la Grande », impératrice de Russie . Louis reçu une compensation monétaire lorsque l'engagement fut rompu.
En 1777, il épouse sa cousine Louise de Hesse-Darmstadt (morte en 1829), fille du prince Georges de Hesse-Darmstadt, frère de Louis IX. Le couple vit alternativement à Darmstadt et au camp princier d'Auerbach (de).
De cette union naquirent huit enfants:
- Louis II (26 décembre 1777 – 16 juin 1848), futur grand-duc de Hesse, marié en 1804 à Wilhelmine de Bade (1788 – 1836) ;
- Louise (de) (16 janvier 1779 – 18 avril 1811), mariée en 1800 à Louis d'Anhalt-Köthen (de) (1777 – 1802) ;
- Georges (de) (31 août 1780 – 17 avril 1856), marié en 1804 à Charlotte von Nidda (es) (1786 – 1862), dont il divorce en 1827 ;
- Frédéric (de)  (14 mai 1788 – 16 mars 1867) ;
- Deux jumelles décédées à la naissance (11 mai 1789) ;
- Émile (3 septembre 1790 – 30 avril 1856) ;
- Gustave  (18 décembre 1791 – 30 janvier 1806).

## Premières années

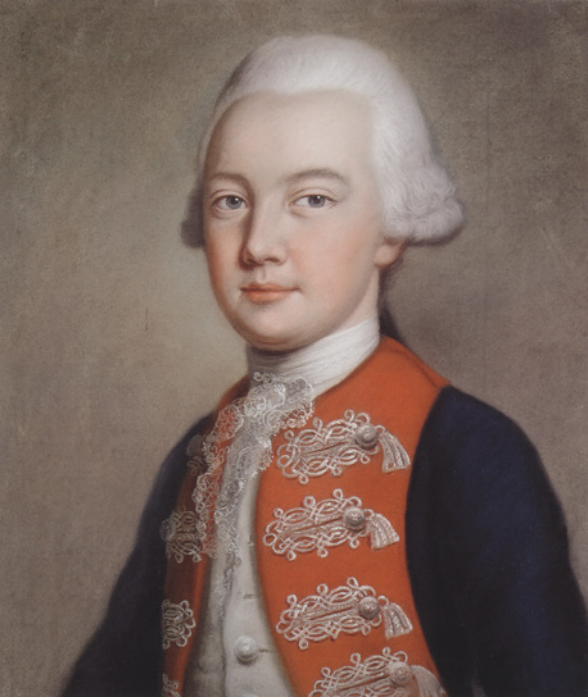
Louis, prince héritier du landgraviat de Hesse-Darmstadt (1769).

Le prince Louis voit le jour dans la ville de Prenzlau dans le Margraviat de Brandebourg, où son père, qui était au service militaire prussien, était en poste. Le jeune prince appartient à la branche de Hesse-Darmstadt, cette seconde branche appartient à la première branche de la maison de Hesse, elle-même issue de la première branche de la maison de Brabant. Alors que le père séjourne principalement dans la ville de Pirmasens pour y consacrer sa carrière militaire, les enfants grandissent avec la mère, dite la « Grande Landgravine », dans la ville de Bouxwiller, qui fut autrefois la résidence des comtes de Hanau-Lichtenberg et faisait désormais partie des possessions de Hesse-Darmstadt sur la rive gauche du Rhin.

## Le dernier landgrave
En 1790, à la mort de son père Louis IX, il lui succède à la tête du landgraviat de Hesse-Darmstadt, province du Saint-Empire romain germanique, sous le nom de Louis X.
En 1801, Louis perdit une partie du comté de Lichtenberg et quelques autres districts sur la rive gauche du Rhin. Au terme du recès d'Empire en 1803, la Hesse-Darmstadt gagne quelques nouveaux territoires : le duché de Westphalie, Mayence (Hesse rhénane) et quelques portions du Palatinat.

## Grand-duc de Hesse

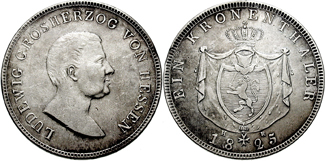
Monnaie à l'effigie de Louis, grand-duc de Hesse et du Rhin (1825).

Le 14 août 1806, en préférant l'intégration à la confédération du Rhin de Napoléon Ier contre le maintien dans le Saint-Empire romain germanique, Louis met fin au landgraviat. Il fait rentrer sa principauté au sein de la confédération et se proclame grand-duc sous le nom de Louis Ier, érigeant le landgraviat de Hesse-Darmstadt en grand-duché de Hesse, comprenant la totalité du territoire de Hesse-Darmstadt.
En 1807, le grand-duc nomme Maître de chapelle de sa cour Georg Joseph Vogler.
En 1812, un contingent hessois se joignit à la Grande Armée napoléonienne lors de la campagne de Russie. Lors de la bataille de Leipzig (1813), un corps hessois combattit encore du côté français mais, après la retraite française vers le Rhin, le grand-duc préféra se rallier à la Sixième Coalition par la convention de Francfort du 5 novembre 1813,. En 1814, l'armée hessoise (de) fut engagée dans la campagne de France où elle participa au siège de Metz et à ceux de Luxembourg, Thionville, Sarrelouis et Longwy.
En 1815, le grand-duché rentre dans la Confédération germanique sous la présidence autrichienne après la chute de Napoléon et l'effondrement de la confédération du Rhin. Néanmoins, le grand-duc dut céder à la Prusse ses territoires de Westphalie mais s'étendit sur les bords du Rhin, autour de Mayence : Louis prit alors le titre de « grand-duc de Hesse et sur le Rhin ».
En 1816, il rendit aux landgraves de Hesse-Hombourg leur souveraineté, dont ils avaient été dépouillés en 1806. En 1820, Louis donna à son peuple une constitution assez libérale, faisant du grand-duché une monarchie constitutionnelle. Dès lors, le grand-duc partage le pouvoir législatif avec deux chambres.

## Mort et postérité

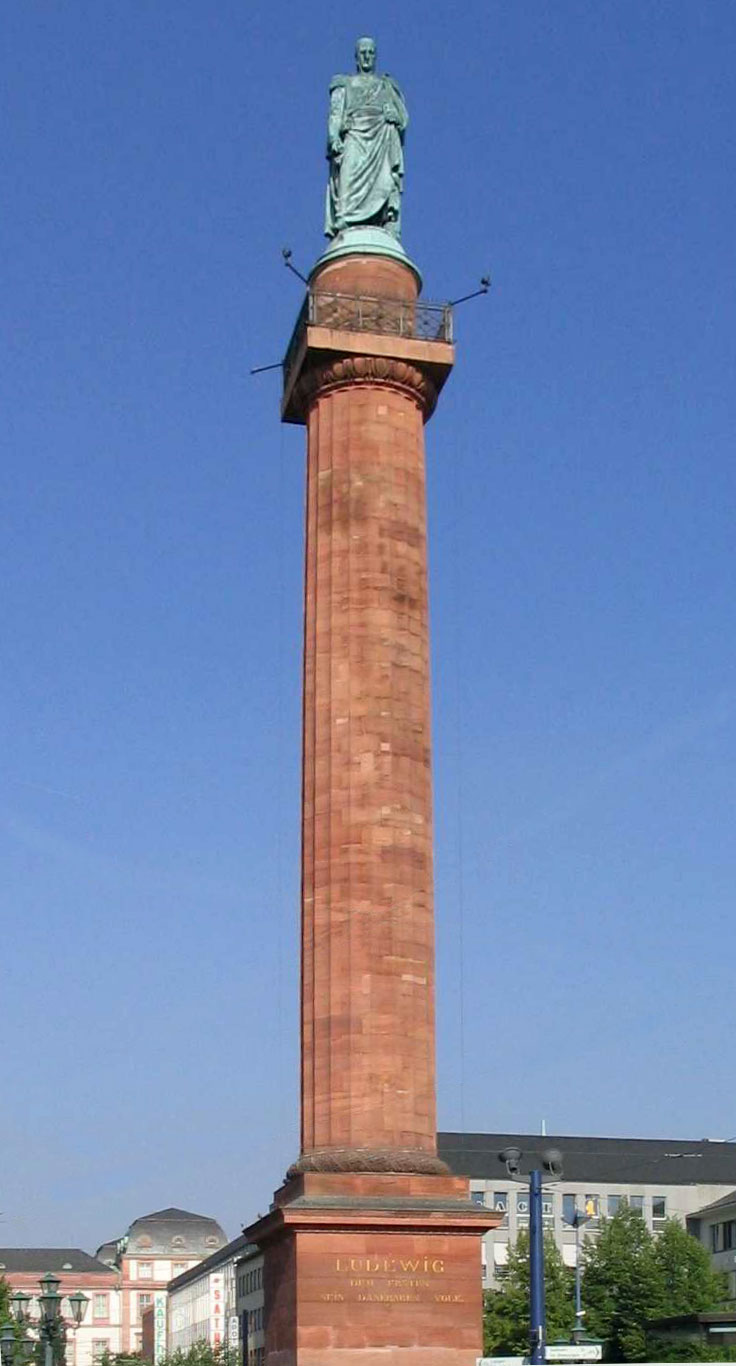
Monument dédié à à Darmstadt (Hesse)

Le 6 avril 1830, Louis Ier meurt à l'âge de 76 ans à Darmstadt après 25 années de règne en tant que grand-duc. Ses successeurs, Louis II (1830), et Louis III (1848), s'attirèrent des difficultés durant leurs règnes, en retirant ou restreignant les libertés que leur père et grand-père avait accordées.
En 1844, une colonne de 33 mètres appelée Langer Ludwig (signifiant Long Louis), fut érigée en commémoration du règne de Louis Ier, au milieu de la Luisenplatz (de), la plus grande place de Darmstadt. Le monument hessois de Finthen (de) rappelle sa participation au siège de Mayence. Il est également à l'origine du nom de la Ludwigshöhe (de) (montagne de Darmstadt-Bessungen).